# Rodenbach (bier)

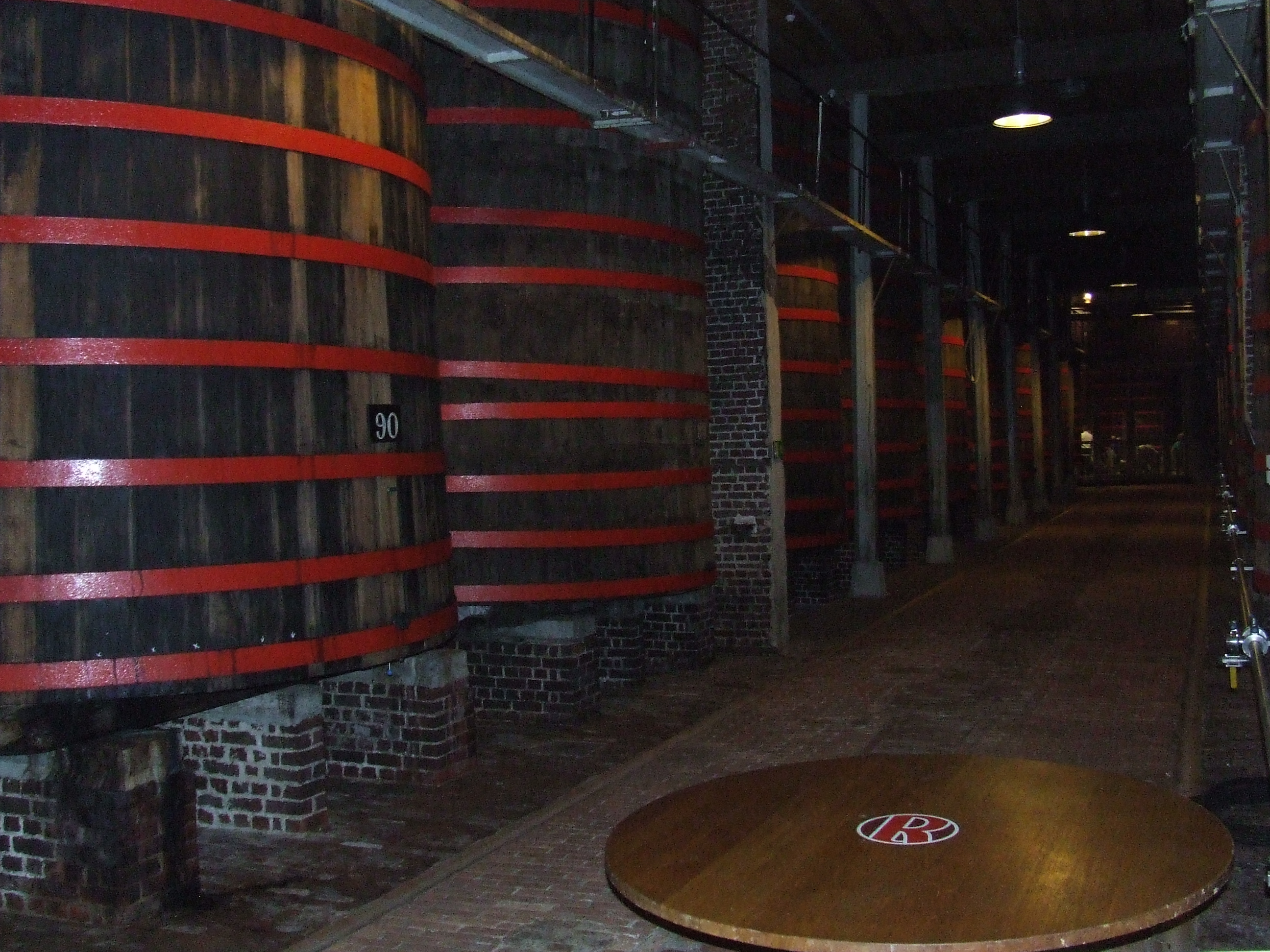
Foedermagazijn

Rodenbach is een Belgisch bier van het type Vlaams rood bruin. Het wordt gebrouwen in de Rodenbach brouwerij te Roeselare in de provincie West-Vlaanderen. Dit bedrijf is eigendom van Palm Breweries.

## Kenmerken
Typerend aan Rodenbach is het zurig-fruitig karakter. Dit ontstaat in de eerste plaats door de gemengde gisting, een samenspel van bovengisting en melkzuurgisting. In de tweede plaats is er de rijping in grote eikenhouten vaten, foeders genaamd. Het oude, gerijpte bier wordt geassembleerd met jong bier tot een verfrissende compositie. De Grand Cru-versie, die een hoger aandeel oud bier bevat, wordt steevast bestempeld als "vineus" en "de ontbrekende schakel tussen bier en wijn." De Vintage-versie, die jaarlijks op de markt komt, is afkomstig van één welbepaald foeder, en draagt het jaartal van het brouwsel.
Rodenbach wordt aan de Belgische kust klassiek gecombineerd met vers gepelde grijze garnalen. Andere voedselcombinaties zijn onder meer charcuterie en hoofdkaas, waarvan het vettige karakter wordt gecompenseerd door de zurigheid van het bier. Als ingrediënt doet Rodenbach het goed in onder meer dressings, als suddervocht in stoverij, en in desserten zoals sabayon.
Rodenbach en Rodenbach Grand Cru zijn sinds 2005 door het Vlaams Centrum voor Agro- en Visserijmarketing (VLAM) erkend als traditioneel streekproduct. Samen met drie andere producenten werd tevens een aanvraag ingediend tot Europese erkenning als beschermde geografische aanduiding van de bierstijl.

## Productie
De storting bestaat uit mouten van twee- en zesrijige gerst, aangevuld met donkerder moutsoorten, die bepalend zijn voor de rode kleur van het uiteindelijke bier. Daarbovenop wordt er maïsgries toegevoegd, tot 20%, om het geheel lichter te maken. De hopgift is beperkt en heeft vooral als doel het bier te laten klaren en bewaren. Daarnaast worden er ook kruiden gebruikt.
De gebruikte gist is een complexe symbiose van een twintigtal verschillende giststrengen en Lactobacillus-melkzuurbacteriën.
Er worden twee basisbieren gebrouwen van een verschillend stamwortgehalte. De lichtere versie (11,4-11,5° Plato) wordt na de hoofdgisting gedurende enkele weken in tanks gelagerd.
Het sterkere bier (13,3 °Plato, 6% alcoholvolume) wordt na de hoofdgisting eveneens gedurende enkele weken in tanks gelagerd, om vervolgens in de eikenhouten foeders te worden overgepompt, waar het gedurende achttien maanden tot twee jaar rijpt. De aanwezige micro-aerofiele melkzuurbacteriën krijgen door het hout van de foeders net voldoende zuurstof om te overleven en melkzuur aan te maken. Daarnaast vindt er een lichte infectie plaats met azijnzuur ten gevolge van de blootstelling van het bier aan de lucht boven in het vat, door Brettanomyces-gisten die zich schuilhouden in de houten wanden van de vaten, en met tannines uit het hout. De evolutie van het bier verschilt van foeder tot foeder en wordt nauwlettend in het oog gehouden. Zodra een vat "rijp" wordt verklaard, kan het bier verder worden verwerkt. Als de evolutie als perfect wordt beoordeeld, komt de inhoud van de foeder in aanmerking om te worden gebotteld als Vintage. In andere gevallen wordt het foederbier van verschillende foeders met elkaar vermengd, en vervolgens versneden met het jongere bier.
De gewone Rodenbach wordt gemaakt door drie delen van het jongere bier te mengen met één deel oud bier. In de Grand Cru-versie is dat één deel jong bier tegen twee delen oud bier.
Het bier wordt gefilterd en gepasteuriseerd. Door de hoge zuurtegraad is het lang houdbaar.

## Fruitbier
Verschillende experimenten zijn in de loop der tijden gedaan om het zurige bier te combineren met vruchten tot fruitbier.
De Rodenbach Alexander was een bier dat in 1986 voor het eerst op de markt werd gebracht, ter gelegenheid van de tweehonderdste geboortedag van Alexander Rodenbach. Aan dit bier was kriekensap toegevoegd. De productie van deze variant werd in 2000 door de nieuwe eigenaar Palm stopgezet, omdat het niet strookte met de authentieke stijl van Rodenbach. De liefhebbers van kriekbier werden doorverwezen naar Kriek Boon. In 2004 kwam niettemin de Redbach uit, een licht bier (3,7% alcoholvolume) gemaakt van het jonge bier en kersensap, en licht aangezoet. Deze variant was gericht op jongeren, en verdween in 2007.
In september 2011 kwam Rodenbach Caractère Rouge voor het eerst op de markt, in een beperkte editie van 900 flessen van 75 centiliter. Het bestaat uit twee jaar op foeders gerijpt bier, waarin nog gedurende zes maanden verse krieken, frambozen en veenbessen hebben gemacereerd. Dit bier werd ontwikkeld in samenwerking met chef Viki Geunes van restaurant 't Zilte. In 2012 en 2014 werden er nieuwe edities van dit bier uitgebracht.
In het voorjaar van 2014 werd Rosso gelanceerd, een "toegankelijker versie van de Caractère Rouge", waar ook jong bier in is verwerkt.

## Huidig assortiment
- Rodenbach Classic is een roodbruin bier met een zacht zure smaak en een alcoholpercentage van 5,2%. Het bestaat uit 3/4 jong en 1/4 oud bier dat gemiddeld 6 maanden op eik gerijpt heeft.
- Rodenbach Grand Cru is een roodbruin degustatiebier met een sterk zure smaak en een alcoholpercentage van 6%. Het bestaat uit 1/3 jong en 2/3 oud bier dat 18 maanden op eik gerijpt heeft.
- Rodenbach Vintage is een roodbruin degustatiebier met een alcoholpercentage van 7%. Het is afkomstig van één welbepaalde foeder waarin het onversneden bier twee jaar gerijpt heeft.
- Rodenbach Fruitage is een zachtzuur fruitbier met een alcoholpercentage van 3,9%, dat bestaat uit een mengsel van jong bier en oud bier waarin rode vruchten gemacereerd hebben.
- Rodenbach Fruitage 0.0 is een zachtzuur alcoholvrij fruitbier met de smaak van rode vruchten.
- Rodenbach Alexander is een sterk zuur fruitbier met een alcoholpercentage van 5,6%. Het bier is gemaakt op basis van Rodenbach Grand Cru waarin kersen gemacereerd hebben.

## Limited Editions
- Rodenbach Caractère Rouge was een roodbruin fruitbier met een alcoholpercentage van 7%, dat twee jaar op foeders had gerijpt en waarin vervolgens kersen, frambozen en veenbessen gemacereerd waren.
- Rodenbach Evolved was een roodbruin degustatiebier met een alcoholpercentage van 6%. Het is afkomstig van foeder nr. 95 waarin het onversneden bier tien jaar gerijpt heeft.
- Rodenbach Red Tripel was een Sour Ale tripplebier met een alcoholpercentage van 8,2%. Dit bier werd speciaal ontwikkeld ter ere van hun 200-jarig jubileum.

## Prijzen
Verschillende Rodenbach-bieren wonnen reeds internationale prijzen:
- In 2006 won Redbach de gouden medaille op de World Beer Cup in de categorie “Fruit and Vegetable Beer”.[16]
- In 2006 won Rodenbach Grand Cru de zilveren medaille op dezelfde World Beer Cup in de categorie “Belgian Style Sour Ale”.
- In 2009 won Rodenbach de gouden medaille op het Stockholm Beer Festival in de categorie “Belgian-Style Ales”.
- In 2010 won Rodenbach Vintage 2007 de zilveren medaille op de World Beer Cup in de categorie “Wood and Barrel Aged Sour Beer”.[17]
- In 2010 won Rodenbach Grand Cru de gouden medaille op de World Beer Awards in de categorie “World’s Best Dark Ale – Flavoured”.[18]
- In 2010 won Rodenbach de gouden medaille op het Stockholm Beer & Whisky Festival in de categorie “Beer With Special Tastes”.
- In 2011 won Rodenbach Grand Cru de gouden medaille op het Stockholm Beer & Whisky Festival in de categorie “Beer With Special Tastes”.
- In 2011 won Rodenbach Grand Cru 2 gouden medailles op de World Beer Awards, met name in de categorieën “World’s Best Dark Ale/World’s Best Ale” en “World’s Best Old/Vintage Ale/Oud Bruin Dark Ale”.[19]
- Rodenbach Vintage 2009 won in 2012 de gouden medaille op de World Beer Awards in de categorie World's Best Vintage Dark
- European Beer Star 2013 - gouden medaille in de categorie Belgian-style Sour Ale voor Rodenbach Vintage 2010
- World Beer Cup 2014 - gouden medaille in de categorie Wood- and Barrel-Aged Sour Beer voor Rodenbach Vintage 2011